# Мићуново
Мићуново је насеље у општини Бачка Топола, у Севернобачком округу, у Србији. Према попису из 2022. било је 371 становник.

## Историја
Насеље се пре Другог светског рата звало Каркатур, али му је после рата промењен назив у Мићуново по Лазару Мићуновићу (1919–1941), истакнутом борцу Народноослободилачког рата (НОР), који је одрастао у Бачкој Паланци.
Године 1956. испред зграде Дома културе му је постављена спомен-биста, рад вајара Стевана Боднарова.

## Демографија
У насељу Мићуново живи 427 пунолетних становника, а просечна старост становништва износи 41,3 година (41,8 код мушкараца и 40,8 код жена). У насељу има 176 домаћинстава, а просечан број чланова по домаћинству је 2,91.
Ово насеље је углавном насељено Србима (према попису из 2002. године), а у последња три пописа примећен је пад у броју становника.
|  |

| Демографија | Демографија | Демографија |
| Година      | Становника  | Становника  |
| ----------- | ----------- | ----------- |
| 1948.       | 303         |             |
| 1953.       | 268         |             |
| 1961.       | 267         |             |
| 1971.       | 283         |             |
| 1981.       | 304         |             |
| 1991.       | 524         | 523         |
| 2002.       | 516         | 520         |
| 2011.       | 469         |             |
| 2022.       | 371         |             |

| Етнички састав према попису из 2002.‍ | Етнички састав према попису из 2002.‍ | Етнички састав према попису из 2002.‍ | Етнички састав према попису из 2002.‍ | Етнички састав према попису из 2002.‍ |
| ------------------------------------ | ------------------------------------ | ------------------------------------ | ------------------------------------ | ------------------------------------ |
|                                      |                                      |                                      |                                      |                                      |
| Срби                                 | Срби                                 |                                      | 380                                  | 73,64%                               |
| Мађари                               | Мађари                               |                                      | 70                                   | 13,56%                               |
| Црногорци                            | Црногорци                            |                                      | 23                                   | 4,45%                                |
| Хрвати                               | Хрвати                               |                                      | 10                                   | 1,93%                                |
| Русини                               | Русини                               |                                      | 4                                    | 0,77%                                |
| Југословени                          | Југословени                          |                                      | 2                                    | 0,38%                                |
| Словаци                              | Словаци                              |                                      | 1                                    | 0,19%                                |
| Буњевци                              | Буњевци                              |                                      | 1                                    | 0,19%                                |
| непознато                            | непознато                            |                                      | 0                                    | 0,0%                                 |

| Година пописа     | 1948. | 1953. | 1961. | 1971. | 1981. | 1991. | 2002. |
| ----------------- | ----- | ----- | ----- | ----- | ----- | ----- | ----- |
| Број домаћинстава | 70    | 68    | 80    | 87    | 96    | 163   | 176   |

| Број чланова      | 1  | 2  | 3  | 4  | 5  | 6 | 7 | 8 | 9 | 10 и више | Просек |
| ----------------- | -- | -- | -- | -- | -- | - | - | - | - | --------- | ------ |
| Број домаћинстава | 25 | 50 | 43 | 40 | 12 | 5 | 0 | 1 | 0 | 0         | 2,91   |

| Пол    | Укупно | Неожењен/Неудата | Ожењен/Удата | Удовац/Удовица | Разведен/Разведена | Непознато |
| ------ | ------ | ---------------- | ------------ | -------------- | ------------------ | --------- |
| Мушки  | 215    | 68               | 133          | 3              | 11                 | 0         |
| Женски | 235    | 58               | 130          | 39             | 8                  | 0         |
| УКУПНО | 450    | 126              | 263          | 42             | 19                 | 0         |

| Пол    | Укупно                    | Пољопривреда, лов и шумарство | Рибарство                            | Вађење руде и камена | Прерађивачка индустрија       |
| ------ | ------------------------- | ----------------------------- | ------------------------------------ | -------------------- | ----------------------------- |
| Мушки  | 99                        | 15                            | 0                                    | 0                    | 52                            |
| Женски | 83                        | 19                            | 1                                    | 0                    | 36                            |
| УКУПНО | 182                       | 34                            | 1                                    | 0                    | 88                            |
| Пол    | Производња и снабдевање   | Грађевинарство                | Трговина                             | Хотели и ресторани   | Саобраћај, складиштење и везе |
| Мушки  | 2                         | 3                             | 5                                    | 2                    | 5                             |
| Женски | 1                         | 2                             | 9                                    | 1                    | 1                             |
| УКУПНО | 3                         | 5                             | 14                                   | 3                    | 6                             |
| Пол    | Финансијско посредовање   | Некретнине                    | Државна управа и одбрана             | Образовање           | Здравствени и социјални рад   |
| Мушки  | 3                         | 2                             | 6                                    | 2                    | 0                             |
| Женски | 2                         | 2                             | 2                                    | 2                    | 4                             |
| УКУПНО | 5                         | 4                             | 8                                    | 4                    | 4                             |
| Пол    | Остале услужне активности | Приватна домаћинства          | Екстериторијалне организације и тела | Непознато            | Непознато                     |
| Мушки  | 2                         | 0                             | 0                                    | 0                    | 0                             |
| Женски | 1                         | 0                             | 0                                    | 0                    | 0                             |
| УКУПНО | 3                         | 0                             | 0                                    | 0                    | 0                             |